# Rudolf Bauch (Politiker)
Rudolf Albin Bauch (* 27. August 1846 in Irchwitz; † 25. Mai 1910 in Greiz) war ein deutscher Kaufmann und Politiker.

## Leben
Bauch war der Sohn des Kaufmanns Karl Friedrich Bauch und dessen Ehefrau Christliebe Wilhelmine geborene Forbrig aus Mylau. Er war evangelisch-lutherischer Konfession und heiratete am 3. Mai 1870 in Greiz Lina Hermine Winkelmann (* 18. September 1849 in Greiz; † 7. Oktober 1935 in Leipzig), die Tochter des Weißbäckermeisters Johann Friedrich Winkelmann aus Greiz. Oskar Otto war sein Schwager.
Bauch lebte als Kaufmann in Greiz. Dort war er seit 1892 auch Stadtrat und vom 1. Januar 1899 bis zum 25. Mai 1910 Mitglied des Gemeinderates. Vom 22. Dezember 1890 bis zum 11. November 1896 und vom 27. Februar 1903 bis zum 11. November 1908 war er Abgeordneter im Greizer Landtag.
1887 wurde er mit dem fürstlichen Zivilehrenkreuz III. Klasse und 1907 mit dem fürstlichen Verdienstkreuz III. Klasse ausgezeichnet. Er starb den Freitod durch Erhängen. 